# Maria Magdalena Eurenia
Maria Magdalena Eurenia, född 1 februari 1730 i Torsåkers församling, Västernorrlands län, död 10 januari 1819 i Rodga, Simonstorps församling, Östergötlands län, var en svensk godsägare.

## Biografi
Eurenia var dotter till Jöns Eurenius och gifte sig 1764 med brukspatronen Jacob Graver på Hults bruk och ägare av Rodga säteri, med vilken hon fick tre barn. Hon gifte sig andra gången 1782 med häradshövding Christian Brandt. Hon beskrivs som begåvad, vacker och kraftfull. Hon blev dock en del av den lokala legendfloran som en ande som gick igen på Rodga efter sin död.